# One (canção de U2)
"One" é uma canção da banda de rock irlandesa U2. É tanto a terceira canção como o terceiro single do álbum Achtung Baby (1991), sendo lançado em 2 de março de 1992. Durante a gravação de Achtung Baby, o conflito surgiu entre os membros da banda sobre a direção do som do U2 e qualidade de seu material. As tensões quase levaram a banda a se separar, até que o guitarrista The Edge compôs uma progressão de acordes que inspirou o grupo a improvisar a música. A mistura da música foi trabalhada durante o resto das sessões do álbum. A letra, escrita pelo vocalista Bono, descreve as lutas para manter relações com os outros, mas têm sido interpretada de outras maneiras.
"One" foi lançada como uma canção de caridade, com os rendimentos que vão para a investigação de portadores de AIDS. A canção alcançou a #7 posição no UK Singles Chart, e #10 posição no Billboard Hot 100. Também liderou na Hot Mainstream Rock Tracks e Alternative Songs. Na promoção da música a banda teve vários vídeos de música filmados, embora não estivessem satisfeitos até que o terceiro vídeo fosse criado.
A canção já foi aclamada como uma das maiores canções de todos os tempos, e é presença constante nas pesquisas de ouvinte e crítico. A canção foi interpretada pelo U2 em cada um de seus shows desde a estreia ao vivo da canção em 1992, e já apareceu em muitas das bandas de filmes-concerto. Em um cenário vivo, "One" é frequentemente utilizado pela banda para promoção dos direitos humanos e causas de justiça social. A música dá o seu homônimo de organização de caridade de Bono, a ONE Campaign. Em 2006 a banda regravou a música como parte de um dueto com a cantora R&B estadunidense Mary J. Blige.
Foi nomeada a #36ª maior canção pela Rolling Stone na sua lista das 500 Maiores Canções de Todos os Tempos.
A composição da canção ajudou a aliviar tensões entre os membros da banda durante as turbulentas sessões de gravação para Achtung Baby. A canção é usada no filme Um Homem de Família, em 2000.

## Escrita, gravação e produção
"No instante em que estávamos gravando, eu tive uma sensação muito forte da sua energia. Estávamos todos tocando juntos em uma grande sala de gravação, um salão enorme, uma sala estranha cheia de fantasmas da guerra, e tudo começava a se encaixar. Foi um momento reconfortante, quando todos finalmente disseram: 'Oh, excelente. Este álbum já começou'. É a razão de você estar em uma banda, quando o espírito pousa sobre você e, você cria algo verdadeiramente comovente. 'One' é uma peça incrivelmente comovente. Ela atinge diretamente o seu coração."

— The Edge, na gravação da canção.
Buscando inspiração na véspera da reunificação alemã, o U2 começou as sessões de gravação para Achtung Baby em Berlim, no Hansa Studios no final de 1990. No entanto, o clima era sombrio, e os conflitos surgiram no seio da banda sobre a sua direção musical e os qualidade do seu material. Enquanto o baixista Adam Clayton e o baterista Larry Mullen Jr. preferiram um som semelhante ao trabalho anterior do U2, o vocalista Bono e o guitarrista The Edge, foram inspirados pelo rock alternativo e europeu de música eletrônica, e estavam defendendo uma mudança. A banda também tinha dificuldade em desenvolver demos e ideias em músicas completas. Bono e The Edge acreditavam que a falta de progresso foi culpa da banda, enquanto Clayton e Mullen Jr. acredita que o problema eram as ideias da canção. Mullen disse que "pensei que isso poderia ser o fim" da banda.
Um grande avanço foi conseguido em dezembro, quando The Edge combinou seções de duas pontes separadas de uma canção. Tocando sozinho em outra sala, ele estava improvisando progressões de acordes, que não gostava do contexto da música em que ele estava trabalhando (com fontes conflitantes de que afirmam ser as canções "Ultraviolet (Light My Way)", "Mysterious Ways" e "The Fly"). O produtor Daniel Lanois, ouviu, e perguntou-lhe se poderiam tocar juntos com seções separadas. Edge fez no violão e Bono se juntou com os vocais, improvisando letras e melodias. Os outros membros da banda se juntaram, também. Falando sobre a improvisação, The Edge disse: "Todos reconheceram que foi uma peça especial. Era como se tivéssemos um vislumbre do que a música poderia ser". Logo depois, a banda tinha desenvolvido o pedaço de música em "One". Bono recorda que "a melodia, a estrutura de toda a coisa foi feita em 15 minutos". Ele também declarou que a letra "simplesmente caiu do céu, um presente", o conceito foi inspirado pelos membros da banda, fraturando as relações da reunificação da Alemanha e do ceticismo de Bono, com a ideia hippie de "unidade". Bono mais tarde, enviou uma nota ao Dalai Lama, declinando o convite para um festival chamado Oneness ("Unidade", em português), incorporando uma linha da canção: "Um, mas não é o mesmo". A canção foi escrita em inspiração da banda, e mudou sua visão sobre o registo de sessões. Mullen Jr. disse que a música reafirmou a banda numa "abordagem de página em branco" para a gravação, e garantiu a banda que nem tudo estava perdido.
Na sequência inicial da improvisação à música, as fitas das sessões de gravação foram entregues à assistência do produtor Brian Eno, a fim de recolher o seu contributo. A banda ficou um pouco preocupado com a qualidade do seu material, mas quando Eno chegou a Berlim, foram surpreendidos ao ouvir que ele gostava das fitas. No entanto, como Bono recorda, Eno disse: "Há apenas uma música que eu realmente desprezo, e isso é 'One'".  Eno sentiu que precisavam desconstruir a música.

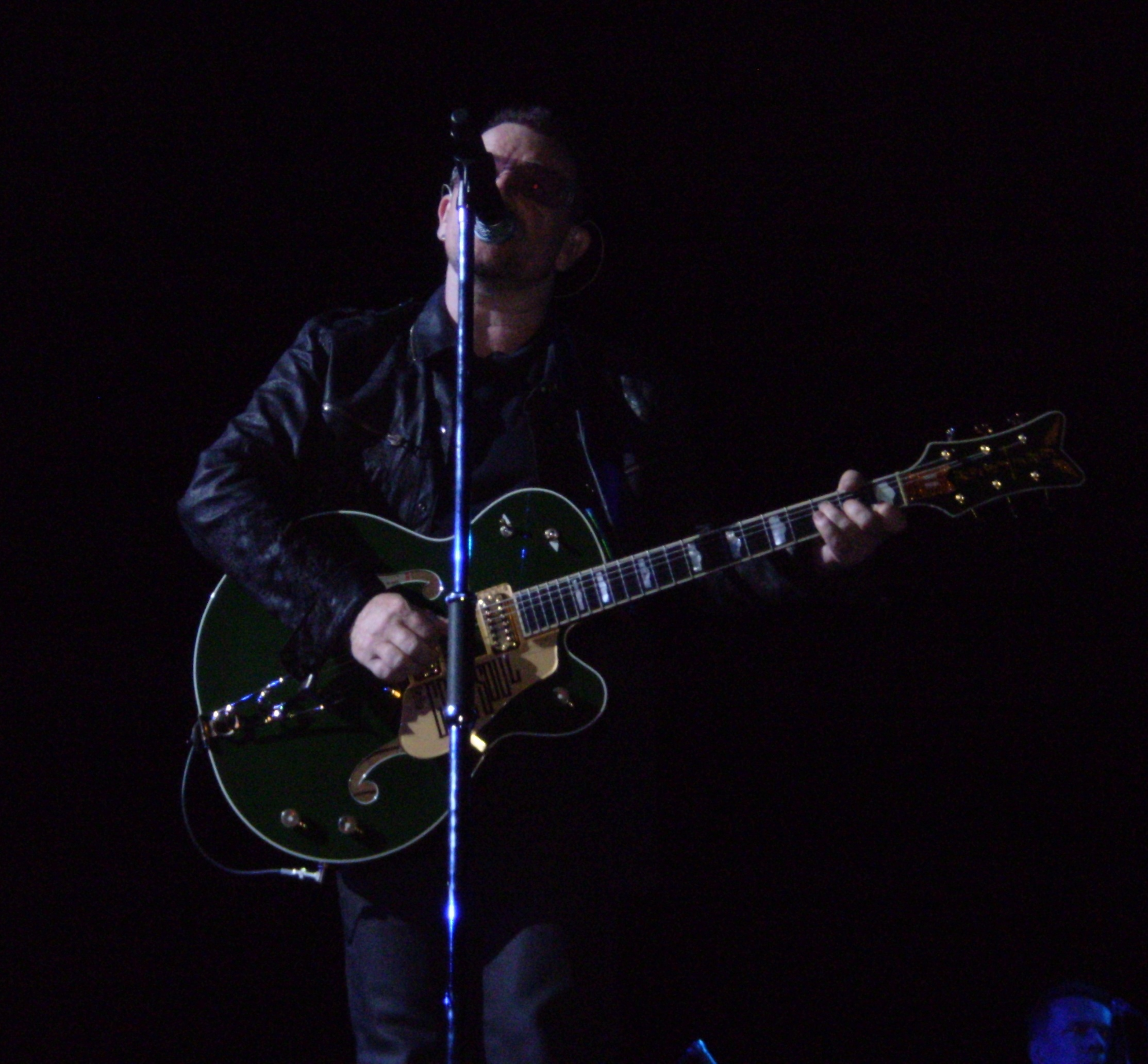
Bono tocando "One" durante a turnê da banda U2 360º Tour, em um concerto em Toronto.

A banda voltou para Dublin, em 1991, para gravar no "Elsinore", mansão no litoral de Dalkey. A banda continuou a trabalhar sobre a música em Dalkey, adicionando vários overdubs,  mas não encontraram uma mixagem que os deixassem satisfeitos. The Edge pensou que eles tinham a base para a música, mas que precisava de "primeiro plano". Eno, cuja estratégia implicou períodos de longos gastos de tempo fora das sessões, antes de visitar a rever o material, acreditava que sua distância permitiu-lhe fornecer o grupo com uma nova perspectiva sobre as gravações. Ele explicou a sua intervenção: "Eu entrar e dizer: A música foi, tudo o que você gostou sobre essa música não está mais lá. Às vezes, por exemplo, a canção teria desaparecido sob camadas de overdubs". Eno intercedeu e criou sua própria mistura, que deu à banda uma melhor ideia de um arranjo que eles gostavam. Eno queria que a banda removesse os elementos de melancolia da música e levá-los para remover também, o acústico da canção. Eno também trabalhou com Lanois e The Edge.
As sessões do engenheiro musical Mark Ellis, conhecido com seu apelido "Flood", foi convencido pôr mixagem na música, dizendo que ele "era o cético irritante. Eu sempre senti que era um pouco reta, até que nós fizemos a mixagem final". A mixagem final foi concluída em setembro de 1991, no "Windmill Lane Studios", na última noite de gravação das sessões do álbum, quando algumas adições  foram feitas para "One". Bono não gostou de uma linha no vocal e passou a maior parte do dia, regravando-a. Mais tarde, após que a mixagem da música tinha acabado de ser concluído pela equipe de produção, The Edge apareceu com uma parte de guitarra. Ele queria acrescentar a música do final do próximo a letra "O amor é um templo". Depois de convencer a equipe de produção para permitir a adição, The Edge jogou um papel em uma ocasião, uma vez que tinha mixado em dez minutos mais tarde.

## Composição
"One" é uma balada de rock tocado em compasso de 4/4 em um ritmo de 91 batimentos por minuto. A canção segue uma progressão de acordes de Am–Dsus2–Fá maior7–G nos versos.
Bono descreveu o tema da canção, como tal: "É uma canção sobre a união, mas não a velha ideia hippie de 'Vamos todos viver juntos'. É, de fato, o oposto. É dizer, somos um, mas nós não somos os mesmos. Não é dizer querer se dar bem, mas que temos que conviver neste mundo para sobreviver. É um lembrete de que não temos escolha". The Edge descreveu em um nível como "amargo, retorcida, conversa vitriólica entre duas pessoas que já passei por algumas coisas desagradáveis e pesadas". Em outro nível, ele sugeriu que o verso "We get to carry each other" ("Temos que carregar um ao outro") introduz a "graça" para a música, e que a expressão "get to" ("ir para") (ao invés de "got to"/"tem que") é essencial, pois sugere que é um privilégio ajudar uns aos outros, e não uma obrigação. A banda foi informada por muitos fãs que a canção foi tocada em muitos casamentos, o que levou Bono a responder: "Você está louco? Trata-se de divisão!". Houve algumas especulações de que a canção uma conversa entre pai e seu filho homossexual com HIV positivo, com base na ligação da música com David Wojnarowicz.

## Lançamento
"One" foi lançado como terceiro single do álbum em fevereiro de 1992, como canção beneficente às pessoas portadoras de AIDS. A cobertura do lançamento do single é uma fotografia de David Wojnarowicz, um artista homossexual que morreu de AIDS. A fotografia retrata búfalos caindo de um penhasco depois de serem perseguido por caçadores nativo americano. Notas da capa do single de Wojnarowicz explica que "identifica-se a si mesmo e a nós mesmos com o búfalo, empurrado para o desconhecido por forças que não podemos controlar ou mesmo entender".
O single chegou na #7 posição no UK Singles Chart; na posição de número #10 na Billboard Hot 100 nos Estados Unidos, e na #1 posição no Hot Mainstream Rock Tracks e Alternative Songs.

### Vídeo da música
Três vídeos da música foram criados para "One". O primeiro, dirigido por Anton Corbijn, foi filmado em Berlim, e apresenta membros da banda tocando no Hansa Studios entremeados com imagens de de Trabants (um automóvel da Alemanha Oriental que afeiçoou-se como um símbolo de uma Europa em mudança) e fotos deles vestidos de drag. Bono explicou que a ideia de se travestir tinha sido baseado na ideia de que, se o U2 não pode fazer isso, nós mesmo temos que fazê-lo!, e foi promovido pelas experiências do grupo, vestindo-se de drag para o Carnaval de Santa Cruz de Tenerife. No entanto, tirou o vídeo, temendo que o estatuto único como um benefício para a AIDS, resultasse em encontrar críticos relacionados à AIDS na interpretação do vídeo. The Edge explicou: "Nós não queremos ser envolvidos em colocar de volta a questão da AIDS no reino da sexualidade. [...] Não valeria a pena correr o risco das pessoas imaginarem que estávamos dizendo alguma coisa sobre a AIDS através das imagens com drags, que não foi totalmente o que nós estávamos tentando dizer".
O segundo vídeo foi dirigido por Mark Pellington. É composto por imagens de flores desabrochando, a palavra do título em várias línguas, e dos movimentos de curta-metragem dos búfalos correndo, da fotografia de Wojnarowicz dos búfalos caindo. Bem como para o primeiro vídeo, a banda não acreditava que o vídeo de Pellington seria bom para promover o single.
A banda filmou o terceiro vídeo, numa tentativa de apelar a um público mais amplo. Foi dirigida pelo diretor de Rattle and Hum, Phil Joanou, e foi filmado no início de março de 1992 em Nell, uma boate em Manhattan. O vídeo mostra Bono sentado em uma mesa fumando um charuto e bebendo cerveja, intercalados com imagens da banda tocando em um concerto. Enquanto Bono foi filmado, o restante da banda, juntamente com modelos e travestis, participaram de uma festa em um porão, aguardando sua vez para ser filmado. No entanto, eles nunca foram chamados para o conjunto e por três horas, eles perceberam que o vídeo se concentrava em Bono.

## Recepção e legado
| Críticas profissionais | Críticas profissionais |
| Avaliações da crítica  | Avaliações da crítica  |
| Fonte                  | Avaliação              |
| ---------------------- | ---------------------- |
| Allmusic               | [ 23 ]                 |

Nos anos desde seu lançamento, "One" foi aclamado pela crítica e apareceu em muitas listas de críticas de melhores músicas. A Rolling Stone colocou a música na posição de número #36 na sua lista das 500 melhores canções de todos os tempos, tornando-se a canção mais alta do ranking do U2.
Na sua opinião do álbum, a Rolling Stone chamou a canção de "radiante balada", notando que "Poucas bandas pode empacotar poder tão sublime, mas é apenas um dos muitos momentos em Achtung Baby, quando somos lembrados por isso, antes que estes caras eram o alvo dos chistes cínicos, eles foram heróis do rock & roll, como ainda o são". Em 2003, uma edição especial do Q, intitulado "1001 Best Songs Ever", nomeado "One" o maior de todos os tempos.  A VH1 classificou a canção no sua segunda lista de "Melhores Canções dos Anos 90", e uma votação em abril de 2006 em uma enquete na VH1 nomeou a música como a letra número-um da Grã-Bretanha, do trecho: "One life, with each other, sisters, brothers (Uma vida, um com o outro, irmãs, irmãos)". Em 2005, a Blender classificou a canção de número #4 na lista de "The 500 Greatest Songs Since You Were Born".

## Faixas
| N.º | Título                        | Letras      | Música | Duração |  |
| 1.  | "One"                         | Bono        | U2     | 4:36    |  |
| 2.  | "Lady With the Spinning Head" | Bono        | U2     | 3:56    |  |
| 3.  | "Satelite of Love"            | Lou Reed    | Reed   | 3:59    |  |
| 4.  | "Night & Day"                 | Cole Porter | Porter | 7:00    |  |

## Paradas e posições
| Parada (1992)                            | Maior Posição |
| ---------------------------------------- | ------------- |
| Austrália - Parada de Singles ARIA       | 4             |
| Canadá - RPM Top 100                     | 1             |
| Estados Unidos - Billboard Hot 100       | 10            |
| Estados Unidos - Modern Rock Tracks      | 1             |
| Estados Unidos - Mainstream Rock Tracks  | 1             |
| Estados Unidos - Adult Contemporary      | 24            |
| Estados Unidos - Hot Dance Singles Sales | 44            |
| Reino Unido - UK Singles Chart           | 7             |

## Versão de Mary J. Blige e U2
"One" é uma canção realizada em parceria com a banda de rock irlandesa U2 com a cantora estadounidense Mary J. Blige, que posteriormente foi tocada no Grammy Award de 2006. A canção é a décima sexta faixa do álbum The Breakthrough de 2005 da cantora. O single foi lançado em 13 de abril de 2006.

### Faixas
| CD single |                               |         |  |
| N.º       | Título                        | Duração |  |
| 1.        | "One" (Radio Edit)            | 4:04    |  |
| 2.        | "Can't Hide from Love" (Live) | 3:51    |  |

| Europa CD single |                            |         |  |
| N.º              | Título                     | Duração |  |
| 1.               | "One"                      | 4:04    |  |
| 2.               | "I'm Going Down" (Live)    | 3:24    |  |
| 3.               | "My Life '05" (Videoclipe) | 3:24    |  |
| 4.               | "One"                      |         |  |

### Paradas e posições
| Parada (2006)                                  | Maior Posição |
| ---------------------------------------------- | ------------- |
| Alemanha - Parada de Singles                   | 6             |
| Áustria - Singles Top 75                       | 1             |
| Bélgica - UltraTop 50                          | 6             |
| Espanha - Los 40 Principales                   | 1             |
| Estados Unidos - Hot 100                       | 86            |
| Estados Unidos - Pop 100                       | 64            |
| Estados Unidos - Hot Digital Songs             | 60            |
| Estados Unidos - Hot Adult Contemporary Tracks | 36            |
| Estados Unidos - Hot Adult Top 40 Tracks       | 37            |
| França - Singles Top 100                       | 35            |
| Irlanda - Parada de Singles                    | 2             |
| Mundo - United World Chart                     | 5             |
| Noruega - Singles Top 20                       | 1             |
| Países Baixos - Top 40                         | 2             |
| Países Baixos - Mega Top 50                    | 2             |
| Peru - Peru Top 100                            | 1             |
| Reino Unido - Parada de Download               | 6             |
| Reino Unido - Parada de Singles Top 75         | 2             |
| Reino Unido - Parada de Singles Top 40 R&B     | 3             |
| Suíça - Parada IFPI                            | 28            |
| União Europeia - Parada de Singles Hot 100     | 3             |

#### Certificação
| País      | Certificado | Data                   | Vendas  |
| --------- | ----------- | ---------------------- | ------- |
| Dinamarca | Platina     | 21 de dezembro de 2006 | 8.000 + |